# Momo!
Pour les articles homonymes, voir Momo.
Momo!, stylisé MOMO!, MoMo! ou momo!, est un groupe de rock alternatif mexicain, originaire de Tabasco. Il est formé en 2011 par la chanteuse Ana Karla Escobar, et Los Hermanos Warner (Hans et Peter Warner). Le groupe s'inspire de différents genres musicaux des années 1980, en particulier le synthpop.

## Biographie
En 2011, Los Hermanos Warner cherchent une voix féminine pour réaliser un petit projet qui n'était encore qu'un titre, écouté par Ana Karla Escobar  ;cette dernière fera le choix entre quatre chansons et choisira La Fiesta, qui connaitra un succès modéré sur les chaines de radio nationales mexicaines, étant nommée  « chanson de la semaine », en mai 2011, du top 40 au Mexique. Par la suite, Escobar et Los Hermanos Warner décident de former un projet professionnel, créant ainsi le groupe, nommé d'après un simple jeu de mots fait par Peter, combinant les lettres M et O. Ils commencent à travailler sur un premier album studio.
En septembre 2012, ils sortent leur premier album studio intitulé, momo!, duquel sont extraits deux singles, Como ayer et Mírame bien, tous deux clippés, et le premier atteint un million de vues sur leur chaine officielle YouTube. Grâce à la promotion et au succès qui commence à émerger, ils réussissent à jouer en première partie de Redfoo, membre du groupe LMFAO, célèbre pour le hit Party Rock Anthem.

## Membres
- Ana Karla Escobar - chant. Chanteuse originaire de Tabasco, au Mexique, Escobar a toujours été intéressée par la musique depuis son enfance. Elle est venue étudier au Canada, et a ensuite cherché des opportunités à Paris, en prenant différentes influences musicales dans différentes résidences où elle a vécu. En 2008, elle retourne au Mexique et forme le groupe Yo Camaleón en 2010, en compagnie de Chucho Báez (de Zoe) et José Salinas (Dapuntobeat)[5]. En 2015, elle reprend le projet Yo Camaleón aux côtés de Yamil Rezc.

- Hans Warner - batterie ; Peter Warner - claviers, guitare. Deux frères originaires de Mexico, issus d'un père allemand et d'une mère mexicaine, producteurs et mixeurs, d'anciens producteurs et membres du groupe Phase ont également travaillé au sin de Sonido Vaquero et Rosco[6].

## Discographie

### Albums studio
- 2012 : momo!

### Singles
- La fiesta
- Como ayer
- Mírame bien